# Eugenia blastantha
Eugenia blastantha, popularmente conhecida como grumixama-mirim ou pitanga-roxa-da mata é uma arvoreta rara nativa da área entre o sudeste do estado de São Paulo e o estado de Santa Catarina, sendo parte da vegetação da Mata Atlântica.
Seus frutos são considerados como saborosos e possuem cor arroxeada.